# قسیل بالا
قسیل بالا (به لاتین: Yuxarı Qəsil) یک منطقه مسکونی در جمهوری آذربایجان است که در شهرستان آق‌داش واقع شده است. قسیل بالا ۱۷۰۵ نفر جمعیت دارد.